# День Шакала (фильм)
«День Шакала» — кинофильм. Экранизация одноимённого произведения Фредерика Форсайта. В 1997 году вышел ремейк — фильм «Шакал».
Премьера в США состоялась 30 июля 1973 года.

## Сюжет
Группа заговорщиков под предводительством Бастьена-Тири совершает неудачное покушение на президента Франции генерала де Голля. Спустя несколько месяцев спецслужбы Франции арестовывают почти всех заговорщиков. Приговорённый к смерти Бастьен-Тири убеждён, что ни один французский солдат не поднимет на него оружия, но его надежды не оправдываются: расстрельный взвод в полном составе без колебаний выполняет приказ.
Получив известие о гибели предводителя, уцелевшие главари ОАС соглашаются с решением полковника Рода́ нанять для убийства де Голля профессионала, неизвестного спецслужбам Франции. Перебрав 11 досье, Рода́ останавливает выбор на молодом англичанине-снайпере, который уничтожил доминиканского диктатора Трухильо. Англичанин соглашается и заявляет, что генерал де Голль не сотрудничает со своей лучшей в мире охраной. Однако он требует баснословную сумму денег в 500 тысяч долларов, и ОАС, чтобы добыть деньги, организует серию грабежей банков.
До окончания операции главари ОАС затворяются на верхних этажах римского отеля, принадлежащего бывшему парашютисту. Это привлекает внимание французских спецслужб, и они организуют похищение приспешника Рода́ Воленского. Не выдержав пыток, Воленский рассказывает о встрече Рода́ с неким англичанином по прозвищу Шакал. В МВД Франции осознают опасность заговора и поручают расследование лучшему французскому детективу, комиссару Лебелю. Тот обзванивает глав спецслужб других стран. Британский комиссар Моллинсон указывает ему на некоего Чарльза Калтрупа. Премьер-министр Британии узнаёт о запросе французов и приказывает Моллинсону провести расследование. Между тем любовница одного из участников секретного совещания при министре внутренних дел Франции оказывается агентом ОАС и передаёт новости о поисках Шакала.
Шакал приступает к действиям: получает британский паспорт на имя давно умершего человека, крадёт паспорт у датчанина Эре Лундквиста, в Генуе заказывает снайперскую винтовку особой конструкции, а в Женеве фальшивые документы, при этом убив шантажировавшего его изготовителя документов. Несмотря на предупреждение ОАС, что французские спецслужбы начали за ним охоту, Шакал не отказывается от своего плана. В районе Ниццы он проводит ночь в отеле, где соблазняет немолодую, но всё ещё красивую баронессу де Монпелье. На следующий день, разбив в случайной аварии машину, Шакал укрывается в её замке. Влюблённая женщина признаётся ему, что его искала полиция, после чего он убивает её, надевает личину Лундквиста и на поезде прибывает в Париж. Здесь он сразу же направляется в турецкие бани, где знакомится с Жюлем Бернаром и соглашается погостить у него. Убив Бернара, Шакал дожидается в его квартире Дня освобождения (25 августа). В день праздника, несмотря на беспрецедентные меры безопасности, Шакал под видом одноногого калеки проникает в дом с окнами на площадь, где де Голль проведёт церемонию награждения участников Сопротивления. В последние минуты комиссар Лебель после опроса постового разгадывает личину Шакала, врывается в квартиру и пристреливает убийцу.

## В ролях
| Актёр               | Роль                              |
| ------------------- | --------------------------------- |
| Эдвард Фокс         | Шакал                             |
| Майкл Лонсдейл      | комиссар Клод Лебель              |
| Эрик Портер         | полковник Рода                    |
| Денис Кэри          | Кассон                            |
| Жан Мартен          | Виктор Воленский                  |
| Сирил Кьюсак        | оружейник                         |
| Рональд Пикап       | изготовитель фальшивых документов |
| Дельфин Сейриг      | Колетт де Монпелье                |
| Филипп Леотар       | констебль                         |
| Теренс Александер   | Ллойд                             |
| Мишель Оклер        | полковник Роллан                  |
| Алан Бадель         | министр                           |
| Тони Бриттон        | инспектор Томас                   |
| Адриан Кайла-Легран | президент Шарль де Голль          |
| Жан Сорель          | Бастьен-Тири                      |
| Морис Денем         | генерал Кольбер                   |
| Жак Франсуа         | Паскаль                           |
| Ольга Жорж-Пико     | агент ОАС Дениз                   |
| Мишель Сюбор        | террорист ОАС в авто              |
| Вернон Добчефф      | следователь                       |
| Робер Фавар         | министр (нет в титрах)            |

## Отзывы
Фильм получил в целом позитивную реакцию от критиков. На сайте Metacritic рейтинг фильма составляет 80 из 100 на основании 8 отзывов.